# Femme Fatale Tour
De Femme Fatale Tour is de zesde concertenreeks van Britney Spears. Dit tournee staat in het teken van de promotie van haar zevende studioalbum Femme Fatale. Ze komt naar de Verenigde Staten, Canada en verschillende landen in Europa. De tournee is geïnspireerd op verschillende femmes fatales door de eeuwen heen. Ze verandert dan ook in verschillende personages tijdens de show, zoals een Egyptische koningin en een Japanse vrouw.

## Achtergrond
Tijdens een interview met Ryan Seacrest op 4 maart 2011, maakte Spears bekend dat ze zou gaan toeren door de Verenigde Staten, aan het begin van de zomer, ter promotie van haar zevende studioalbum Femme Fatale. Op 29 maart tijdens een optreden bij Good Morning America maakte ze bekend dat ze samen zou gaan toeren met Enrique Iglesias. Enkele uren na de bekendmaking maakte Billboard bekend dat Iglesias zich terug had getrokken. Ray Wedell van Billboard speculeerde dat de reden daarvan was dat Iglesias het niet kon verkroppen dat hij slechts een openingsact was. Ook maakte Spears op 29 maart de eerste 26 datums bekend. Het voorprogramma werd op 12 april bekendgemaakt.

## Ontwikkeling
De manager van Spears, Larry Rudolph, zei in maart tegen MTV dat Till the World Ends het thema van de tournee zou worden. Ook bevestigde hij Jamie King als regisseur, en Brian Friedman als de choreograaf. Op 21 april werd bekend dat Brian Friedman zich terugtrok, wegens verkeerde planningen. Spears zette op 30 april een video van de repetities van How I Roll op haar website, met de boodschap "The Femme Fatale Tour will hopefully just be outrageously spectacular. I'm just hoping that the choreographers will come up with just the most outrageous things, and I'm really excited. This is one of the most excited I've been about a project in a really long time, so I can't wait."

## Voorprogramma
Nicki Minaj (Noord-Amerika)
1. "Roman's Revenge"
2. "Did It On'em"
3. "Up All Night"
4. "Bottoms Up"
5. "My Chick Bad"
6. "Your Love" (Interlude)
7. "Monster"
8. "Save Me"
9. "Anywhere Is"
10. "BedRock"
11. "Check It Out"
12. "Letting Go (Dutty Love)"
13. "Where Them Girls At"
14. Reggae medley
15. "Book of Days" (Interlude)
16. "Moment 4 Life"
17. "Super Bass"

- Jessie and the Toy Boys (Noord-Amerika)
- Nervo (Noord-Amerika)
- DJ Pauly D (Noord-Amerika - 6 shows)
- Joe Jonas (East Rutherford) (Europa)

## Programma
1. "Hold It Against Me"
2. "Up n' Down"
3. "3"
4. "Piece of Me"
5. "Big Fat Bass"
6. "How I Roll"
7. "Lace and Leather"
8. "If U Seek Amy"
9. "Gimme More" (Bevat elementen van "Get Naked (I Got a Plan)")
10. "(Drop Dead) Beautiful" (Bevat elementen van "Inside Out") [Aantal keer samen met Sabi]
11. "He About to Lose Me" (laatste keer opgetreden, 1 juli)
12. "Boys" (The Co-Ed Remix)
13. "Don't Let Me Be the Last to Know"
14. "...Baby One More Time" / "S&M" (Remix)
15. "Trouble for Me"
16. "I'm a Slave 4 U"
17. "Burning Up" (Madonna cover)
18. "I Wanna Go"
19. "Womanizer"
20. "Toxic"
21. "Till the World Ends" (Bevat elementen van The Femme Fatale Remix of "Till the World Ends") [Aantal keer samen met Nicki Minaj]

Bron:

## Tourneeschema
| Datum             | Stad            | Land                   | Locatie                              |               |               |
| Noord-Amerika     | Noord-Amerika   | Noord-Amerika          | Noord-Amerika                        | Noord-Amerika | Noord-Amerika |
| ----------------- | --------------- | ---------------------- | ------------------------------------ | ------------- | ------------- |
| 16 juni 2011      | Sacramento      | Verenigde Staten       | Power Balance Pavilion               |               |               |
| 18 juni 2011      | San Jose        | Verenigde Staten       | HP Pavilion                          |               |               |
| 20 juni 2011      | Los Angeles     | Verenigde Staten       | Staples Center                       |               |               |
| 22 juni 2011      | Glendale        | Verenigde Staten       | Jobing.com Arena                     |               |               |
| 24 juni 2011      | Anaheim         | Verenigde Staten       | Honda Center                         |               |               |
| 25 juni 2011      | Las Vegas       | Verenigde Staten       | MGM Grand Garden Arena               |               |               |
| 28 juni 2011      | Portland        | Verenigde Staten       | Rose Garden Arena                    |               |               |
| 29 juni 2011      | Tacoma          | Verenigde Staten       | Tacoma Dome                          |               |               |
| 1 juli 2011       | Vancouver       | Canada                 | Rogers Arena                         |               |               |
| 4 juli 2011       | Winnipeg        | Canada                 | MTS Centre                           |               |               |
| 6 juli 2011       | St. Paul        | Verenigde Staten       | Xcel Center                          |               |               |
| 8 juli 2011       | Chicago         | Verenigde Staten       | United Center                        |               |               |
| 9 juli 2011       | Milwaukee       | Verenigde Staten       | Marcus Amphitheater                  |               |               |
| 12 juli 2011      | Dallas          | Verenigde Staten       | American Airlines Center             |               |               |
| 13 juli 2011      | Houston         | Verenigde Staten       | Toyota Center                        |               |               |
| 15 juli 2011      | New Orleans     | Verenigde Staten       | New Orleans Arena                    |               |               |
| 17 juli 2011      | Atlanta         | Verenigde Staten       | Philips Arena                        |               |               |
| 18 juli 2011      | Nashville       | Verenigde Staten       | Bridgestone Arena                    |               |               |
| 20 juli 2011      | Orlando         | Verenigde Staten       | Amway Center                         |               |               |
| 22 juli 2011      | Miami           | Verenigde Staten       | American Airlines Arena              |               |               |
| 23 juli 2011      | Jacksonville    | Verenigde Staten       | Jacksonville Veterans Memorial Arena |               |               |
| 26 juli 2011      | Cleveland       | Verenigde Staten       | Quicken Loans Arena                  |               |               |
| 28 juli 2011      | Detroit         | Verenigde Staten       | Palace of Auburn Hills               |               |               |
| 30 juli 2011      | Philadelphia    | Verenigde Staten       | Wells Fargo Center                   |               |               |
| 31 juli 2011      | Washington      | Verenigde Staten       | Verizon Center                       |               |               |
| 2 augustus 2011   | Uniondale       | Verenigde Staten       | Nassau Coliseum                      |               |               |
| 5 augustus 2011   | East Rutherford | Verenigde Staten       | Izod Center                          |               |               |
| 6 augustus 2011   | Atlantic City   | Verenigde Staten       | Boardwalk Hall                       |               |               |
| 8 augustus 2011   | Boston          | Verenigde Staten       | TD Garden                            |               |               |
| 9 augustus 2011   | Hartford        | Verenigde Staten       | XL Center                            |               |               |
| 11 augustus 2011  | Montreal        | Canada                 | Bell Centre                          |               |               |
| 13 augustus 2011  | Toronto         | Canada                 | Air Canada Centre                    |               |               |
| 14 augustus 2011  | Toronto         | Canada                 | Air Canada Centre                    |               |               |
| 17 augustus 2011  | Grand Rapids    | Verenigde Staten       | Van Andel Arena                      |               |               |
| 19 augustus 2011  | Pittsburgh      | Verenigde Staten       | CONSOL Energy Center                 |               |               |
| 20 augustus 2011  | Columbus        | Verenigde Staten       | Nationwide Arena                     |               |               |
| 22 augustus 2011  | Indianapolis    | Verenigde Staten       | Conseco Fieldhouse                   |               |               |
| 24 augustus 2011  | Charlotte       | Verenigde Staten       | Time Warner Cable Arena              |               |               |
| 25 augustus 2011  | Raleigh         | Verenigde Staten       | RBC Center                           |               |               |
| Europa            |                 |                        |                                      |               |               |
| 22 september 2011 | St. Petersburg  | Rusland                | Olimpiyskiy Arena                    |               |               |
| 24 september 2011 | Moskou          | Rusland                | Ice Palace                           |               |               |
| 27 september 2011 | Kiev            | Oekraïne               | The Palace Of Sports                 |               |               |
| 30 september 2011 | Boedapest       | Hongarije              | Budapest Sports Arena                |               |               |
| 1 oktober 2011    | Zagreb          | Kroatië                | Arena Zagreb                         |               |               |
| 3 oktober 2011    | Zurich          | Zwitserland            | Hallenstadion                        |               |               |
| 5 oktober 2011    | Amnéville       | Frankrijk              | Galaxie Amneville                    |               |               |
| 6 oktober 2011    | Parijs          | Frankrijk              | Palais Omnisports de Paris-Bercy     |               |               |
| 8 oktober 2011    | Antwerpen       | België                 | Sportpaleis                          |               |               |
| 10 oktober 2011   | Herning         | Denemarken             | Jyske Bank Boxen                     |               |               |
| 11 oktober 2011   | Malmö           | Zweden                 | Malmö Arena                          |               |               |
| 14 oktober 2011   | Helsinki        | Finland                | Hartwall Arena                       |               |               |
| 16 oktober 2011   | Stockholm       | Zweden                 | Ericsson Globe                       |               |               |
| 18 oktober 2011   | Keulen          | Duitsland              | Lanxess Arena                        |               |               |
| 19 oktober 2011   | Rotterdam       | Nederland              | Ahoy Rotterdam                       |               |               |
| 21 oktober 2011   | Montpellier     | Frankrijk              | Arena Montpellier                    |               |               |
| 24 oktober 2011   | Dublin          | Ierland                | The O2                               |               |               |
| 25 oktober 2011   | Belfast         | Verenigd Koninkrijk    | Odyssey Arena                        |               |               |
| 27 oktober 2011   | Londen          | Verenigd Koninkrijk    | The O2 Arena                         |               |               |
| 28 oktober 2011   | Londen          | Verenigd Koninkrijk    | The O2 Arena                         |               |               |
| 30 oktober 2011   | Birmingham      | Verenigd Koninkrijk    | LG Arena                             |               |               |
| 31 oktober 2011   | Londen          | Verenigd Koninkrijk    | Wembley Arena                        |               |               |
| 3 november 2011   | Newcastle       | Verenigd Koninkrijk    | Metro Radio Arena                    |               |               |
| 5 november 2011   | Sheffield       | Verenigd Koninkrijk    | Motorpoint Arena Sheffield           |               |               |
| 6 november 2011   | Manchester      | Verenigd Koninkrijk    | Manchester Evening News Arena        |               |               |
| 9 november 2011   | Lissabon        | Portugal               | Pavilhão Atlântico                   |               |               |
| Zuid-Amerika      |                 |                        |                                      |               |               |
| 15 november 2011  | Rio de Janeiro  | Brazilië               | Apoteose                             |               |               |
| 18 november 2011  | São Paulo       | Brazilië               | Arena Anhembi                        |               |               |
| 20 november 2011  | La Plata        | Argentinië             | Estadio Ciudad de La Plata           |               |               |
| 22 november 2011  | Santiago        | Chili                  | Estadio Nacional de Chile            |               |               |
| 24 november 2011  | Lima            | Peru                   | Estadio Monumental                   |               |               |
| 26 november 2011  | Bogota          | Colombia               | Simón Bolívar Park                   |               |               |
| Noord-Amerika     |                 |                        |                                      |               |               |
| 1 december 2011   | Guadalajara     | Mexico                 | Estadio Tres de Marzo                |               |               |
| 3 december 2011   | Mexico City     | Mexico                 | Foro Sol                             |               |               |
| 6 december 2011   | Monterrey       | Mexico                 | Estadio Universitario                |               |               |
| 8 december 2011   | Santo Domingo   | Dominicaanse Republiek | Estadio Olímpico Félix Sánchez       |               |               |
| 10 december 2011  | San Juan        | Puerto Rico            | José Miguel Agrelot Coliseum         |               |               |

### Opbrengsten
| Locatie                 | Stad         | Beschikbaar/verkocht   | Opbrengst  |
| ----------------------- | ------------ | ---------------------- | ---------- |
| Staples Center          | Los Angeles  | 12.339 / 12.339 (100%) | $1.581.707 |
| Rose Garden Arena       | Portland     | 7.718 / 8.717 (89%)    | $513.297   |
| Philips Arena           | Atlanta      | 13.014 / 13.495 (96%)  | $988.235   |
| Bridgestone Arena       | Nashville    | 10.883 / 12.732 (85%)  | $575.699   |
| Amway Center            | Orlando      | 11.215 / 12.953 (87%)  | $1.032.656 |
| Veterans Memorial Arena | Jacksonville | 6.001 / 6.441 (93%)    | $419.736   |
| TOTAAL                  | TOTAAL       | 61.170 / 66.677 (92%)  | $5.111.330 |